# Ансон (Тексас)
Ансон (енгл. Anson) град је у америчкој савезној држави Тексас. По попису становништва из 2010. у њему је живело 2.430 становника.

## Демографија
Према попису становништва из 2010. у граду је живело 2.430 становника, што је 126 (4,9%) становника мање него 2000. године.
| Група             | 2000.         | 2010.         |
| Белци             | 1.622 (63,5%) | 1.420 (58,4%) |
| Афроамериканци    | 71 (2,8%)     | 70 (2,9%)     |
| Азијати           | 19 (0,7%)     | 11 (0,5%)     |
| Хиспаноамериканци | 834 (32,6%)   | 896 (36,9%)   |
| Укупно            | 2.556         | 2.430         |